# Caoutchouc (Picabia)
Pour les articles homonymes, voir Caoutchouc.
Caoutchouc est un tableau réalisé par le peintre français Francis Picabia, possiblement dès 1909. Exécutée à l'aquarelle, la gouache et l'encre de Chine sur carton, cette composition à base de figures géométriques est centrée sur des cercles noirs s'interpénétrant devant des surfaces aux couleurs sourdes traitées dans le style du cubisme cézannien. Ce faisant, elle est parfois considérée comme la première œuvre abstraite de la peinture moderne, bien qu'on puisse également décider d'y reconnaître une nature morte aux fruits ou aux fleurs. Restée invisible jusqu'en 1930, elle est justement exposée en 1937 sous le nom de Vase de fleurs. Elle est aujourd'hui conservée au musée national d'Art moderne, à Paris, depuis son acquisition en 1959.